# Jean-Louis Viale
Jean-Louis Viale (* 22. Januar 1933 in Neuilly-sur-Seine; † 10. Mai 1984 ebenda) war ein französischer Jazz-Schlagzeuger des Modern Jazz. Er gehörte zu den Pionieren des Cool Jazz in Frankreich und spielte mit Clifford Brown, Zoot Sims und Lester Young.
Als Schlagzeuger ist Viale Autodidakt und hatte mit achtzehn Jahren eine eigene Band. Er führte 1951 mit Bobby Jaspar, Henri Renaud, Martial Solal und Barney Wilen den Cool Jazz in Paris ein. In den 1950er und 1960er Jahren leitete er verschiedene Bands, spielte mit amerikanischen Musikern wie Clifford Brown, Stan Getz, Dexter Gordon, Sonny Stitt, Lester Young und Zoot Sims, war mit Sacha Distel auf Tournee in Brasilien und Kanada. Außer mit den genannten nahm er Schallplatten mit René Thomas, Cy Touff/Bill Perkins, Frank Foster, Jimmy Raney und George Wallington auf.
Sein Schlagzeugspiel ist ursprünglich von Max Roach und Kenny Clarke beeinflusst.

## Diskographische Hinweise
- Clifford Brown: Clifford brown Sextet in Paris (OJC, 1953)
- Stéphane Grappelli: Meets barney Kessel (Black Lion, 1969)
- Bobby Jaspar: Modern Jazz Au Club St-Germain (Emarcy, 1955),  Bobby Jaspar With Friends (Fresh Sound Rec., 1958–62)
- Jimmy Raney: Visits Paris (Fresh Sound Rec., 1954)
- Zoot Sims: Zoot Sims & Henri Renaud (Emarcy, 1952–56)
- Martial Solal: The Complete Vogue Recordings, Vol.1 & 2 (Vogue)
- René Thomas: The Real Cat (Emarcy, 1954–56)
- Bernard Peiffer/Jean-Louis Viale: The New Sound At The Boeuf Sur Le Toit (Fresh Sound, 1952)

## Lexigraphische Einträge
- Carlo Bohländer, Karl Heinz Holler, Christian Pfarr: Reclams Jazzführer. 5., durchgesehene und ergänzte Auflage. Reclam, Stuttgart 2000, ISBN 3-15-010464-5.
- Philippe Carles, André Clergeat, Jean-Louis Comolli: Le nouveau dictionnaire du jazz. R. Laffont: Paris 2011; ISBN 978-2-221-11592-3
- Richard Cook, Brian Morton: The Penguin Guide to Jazz Recordings. 8. Auflage. Penguin, London 2006, ISBN 0-14-102327-9.
- Martin Kunzler: Jazz-Lexikon. DirectMedia, Berlin 2005, ISBN 3-89853-018-3 (1 CD).

| Personendaten    | Personendaten             |
| ---------------- | ------------------------- |
| NAME             | Viale, Jean-Louis         |
| KURZBESCHREIBUNG | französischer Jazzmusiker |
| GEBURTSDATUM     | 22. Januar 1933           |
| GEBURTSORT       | Neuilly-sur-Seine         |
| STERBEDATUM      | 10. Mai 1984              |
| STERBEORT        | Neuilly-sur-Seine         |